# Glomeris irrorata
Glomeris irrorata är en mångfotingart som beskrevs av Carl Ludwig Koch 1847. Glomeris irrorata ingår i släktet Glomeris och familjen klotdubbelfotingar. Inga underarter finns listade i Catalogue of Life.